# Metaprosphera modesta
Metaprosphera modesta är en fjärilsart som beskrevs av Butler 1879. Metaprosphera modesta ingår i släktet Metaprosphera och familjen nattflyn. Inga underarter finns listade i Catalogue of Life.